# Evacanthus uncinatus
Evacanthus uncinatus är en insektsart som beskrevs av Li 1989. Evacanthus uncinatus ingår i släktet Evacanthus och familjen dvärgstritar. Inga underarter finns listade i Catalogue of Life.